# Berufsbildende Schule Hannah Arendt
Die Berufsbildende Schule 11 der Region Hannover kurz auch BBS 11 genannt, ist ein mehrgliedriges Schulzentrum in der Landeshauptstadt Hannover zur Vorbereitung auf Berufe der Kaufleute sowie in der Wirtschaft. Die Berufsbildenden Schule (BBS) ist in den Bereichen Finanzen, Versicherungen, Industrie und Wirtschaft etabliert. Unter dem Dach der BBS gilt die Kaufmännische Berufsschule als  Kompetenzzentrum der Region Hannover für die Ausbildung der Bank-, Industrie- und der Versicherungskaufleute. Das Berufliche Gymnasium Wirtschaft gilt als erstes Wirtschaftsgymnasium in Niedersachsen. Die Berufsfachschule Wirtschaft wiederum dient der Weiterbildung von Haupt- und Realschul-Absolventen. Das in großen Teilen denkmalgeschützte Gebäude vom Anfang des 20. Jahrhunderts stellt den in Deutschland seinerzeit neuen Typus einer „Hallenschule“ dar. Standort ist die Straße Andertensche Wiese 26 im hannoverschen Stadtteil Calenberger Neustadt.

## Persönlichkeiten

### Schüler
- Karl Wiechert (1899–1971), Oberstadtdirektor von Hannover[7]
- Friedrich „Fiddi“ Lüddecke (1905–1967), Journalist und Schriftsteller[8]
- Friedrich Seitz (1908–1996), Stadtdirektor und Regierungspräsident in Hannover[9]

### Lehrer und Direktoren
- ab 1919: Adolf Grimme (1889–1963), sozialdemokratischer Kulturpolitiker[10]

## Schriften (Auswahl)
- Jahresbericht der Oberrealschule am Clevertore zu Hannover. Enthaltend Schulnachrichten über das Schuljahr ..., Schriftenreihe aus dem Zeitraum von 1907 bis 1915[11]
- Bericht der Städtischen Oberrealschule zu Hannover über das Schuljahr ..., von 1925 bis 1936 erschienene Zeitschrift mit Schulprogramm, im Hauptsachtitel bis 1939/1931 auch Bericht über das Schuljahr ... der Städt. Oberrealschule am Clevertor zu Hannover[12]